# Leopold Wächtler
Leopold Wächtler (* 30. Oktober 1896 in Penig; † 19. Juni 1988 in Leipzig) war ein deutscher Grafiker.

## Leben und Werk
Nach dem Studium an der Leipziger Königliche Akademie für graphische Künste und Buchgewerbe bei Alois Kolb und Studienreisen nach Paris, Italien, Spanien, Afrika und dem Balkan wirkte Leopold Wächtler als freier Künstler und Grafiker in Leipzig. Neben der von ihm bevorzugten Holzschnitt-Technik arbeitete er auch im Scheren- und Linolschnitt. Bekannt sind vor allem seine Porträt-Holzschnitte von Komponisten, darunter Wolfgang Amadeus Mozart, Hugo Wolf, Max Reger, von Schriftstellern wie Henrik Ibsen oder Theodor Storm und weiterer Persönlichkeiten, wie Albert Schweitzer, Heinrich Pestalozzi oder Marie Curie. 1947 war Wächtler auf der „Kunstausstellung westsächsischer Künstler“ im Stadt- und Heimatmuseum Glauchau mit 10 Holzschnitten vertreten, darunter Porträts von Johann Sebastian Bach Ludwig van Beethoven, Johannes Brahms, Anton Bruckner, Maxim Gorki, Joseph Haydn, Heinrich Heine, Leo Tolstoi, Thomas Mann, Peter Tschaikowski und Ludwig Wüllner.
Daneben schuf er Landschaftsdarstellungen insbesondere aus dem süddeutschen Raum, darunter aus Berchtesgaden und Rothenburg ob der Tauber.
Sein Schaffen wurde 1937 und 1947 mit Sonderausstellungen im Leipziger Künstlerhaus gewürdigt. In den 1950er Jahren gab er mehrere Mappen-Sammelwerke mit Original-Holzschnitten heraus.